# Kom el-Dikka
Kom el-Dikka (en arabe : كوم الدكة), également connu sous le nom anglophone de Kom El Deka, est un quartier et un site archéologique d'Alexandrie, en Égypte. Au début, Kom El-Dikka était un quartier résidentiel bien situé, puis était un important centre civique à Alexandrie, avec un complexe de thermes, un auditorium (salles de conférence) et un théâtre. Aujourd'hui, Kom el-Dikka est le site archéologique le plus grand et le plus complet à Alexandrie. Il fournit de grandes quantités de preuves archéologiques de la vie urbaine en Égypte romaine, y compris des villas et leurs mosaïques et des œuvres romaines tardives.

## Histoire
La période romaine primitive, datant du Ier au IIIe siècle ap. J.-C., contient les premières structures bien préservées. À cette époque, Kom el-Dikka contenait principalement de grandes villas. À la fin du IIIe siècle, la région fut gravement endommagée par une combinaison d'invasions palmyréniennes, du siège d'Aurélien et de répressions de Dioclétien.
La période romano-byzantine tardive, datant du IVe au VIIe siècle, a vu un quartier très modifié. Les travaux publics ont remplacé les maisons privées, et le site était notamment dominé par un grand complexe de bains impériaux, ainsi que par un théâtre et une série d'auditoriums. Ces ouvrages publics ont été construits ensemble et sont étroitement liés dans leur construction. Avec ces bâtiments, Kom el-Dikka servit de centre civique majeur à Alexandrie.

## Recherches archéologiques actuelles
Les recherches archéologiques sur Kom el-Dikka ont été initiées en 1960 par Kazimierz Michalowski. Actuellement, les travaux sont toujours menés par une expédition archéologique et de conservation polono-égyptienne du Centre polonais d'archéologie méditerranéenne et du ministère égyptien du Tourisme et des Antiquités (anciennement ministère des Antiquités). Le directeur actuel du projet est Grzegorz Majcherek.
Depuis 2017, les touristes peuvent visiter les parties les plus importantes du site. Le parc archéologique de Kom el-Dikka a été conçu par l'architecte Wojciech Kołątaj, qui avait dirigé l'expédition archéologique pendant plusieurs années et avait reconstruit de nombreux bâtiments. Pour ces réalisations, il a reçu le prix professeur Jan Zachwatowicz, décerné par le Comité polonais de l'ICOMOS.

## Archéologie

### Complexe de bains
Les thermes ont été construits au IVe siècle, bien que la datation exacte ne soit pas claire. Elles furent reconstruites au moins deux fois, la première fois après un tremblement de terre en 447, et la seconde après un tremblement de terre en 535. En raison de leur taille et de leur conception symétrique, ils ont probablement été construits avec des fonds impériaux. Leur style est typique des thermes romains, avec un apodyterium, un frigidarium, un tepidarium, un destrictarium, un sudatorium, un caldarium, une grande piscine, des fours et des réserves. La construction initiale était en briques, mais plus tard, les bains ont utilisé une construction en briques sur blocs. Cette extension a ajouté des appartements et des magasins au complexe thermal. L'eau du complexe thermal était fournie par une grande citerne, qui était le seul réservoir d'eau hors sol de la ville.

### Auditoriums

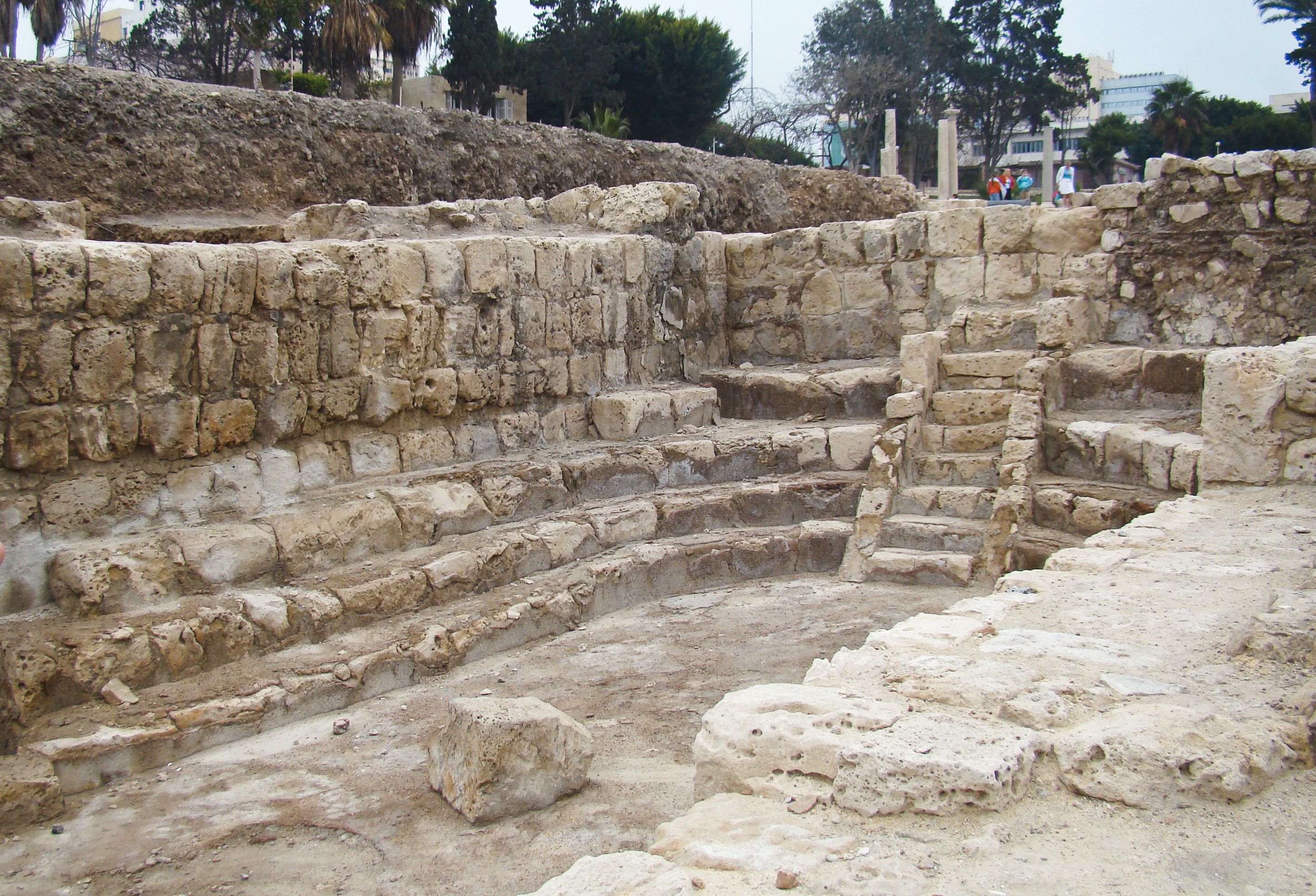
Un auditorium à Kom el-Dikka

Le complexe académique comprend au moins vingt auditoriums, ou amphithéâtres, répartis en deux groupes. Ceux-ci auraient servi d'« université », ou de lieu d'enseignement supérieur, et serviraient de confirmation archéologique de l'abondance des études de rhétorique, de philosophie et de médecine à Alexandrie du Ve au VIIe siècle ap. J.-C. Leur construction débuta en même temps que les autres ouvrages publics au IVe siècle. Il existe peut-être d'autres auditoriums, mais seulement vingt ont été fouillés en 2010. Les deux groupes sont séparés par le passage menant au complexe thermal, et il est probable qu'il y ait d'autres groupes de l'autre côté de la rue, mais à l'extérieur de la zone de fouilles. Bien que la plupart des auditoriums aient la même orientation le long de l’axe nord-sud, ils diffèrent en taille et en disposition. Tous les auditoriums disposent de bancs en pierre, la plupart ayant deux ou trois bancs le long des murs ou disposés en fer à cheval. La capacité était généralement de 20 à 30 étudiants par salle de cours, avec des installations pouvant accueillir confortablement un total de 500 à 600 étudiants.

### Théâtre

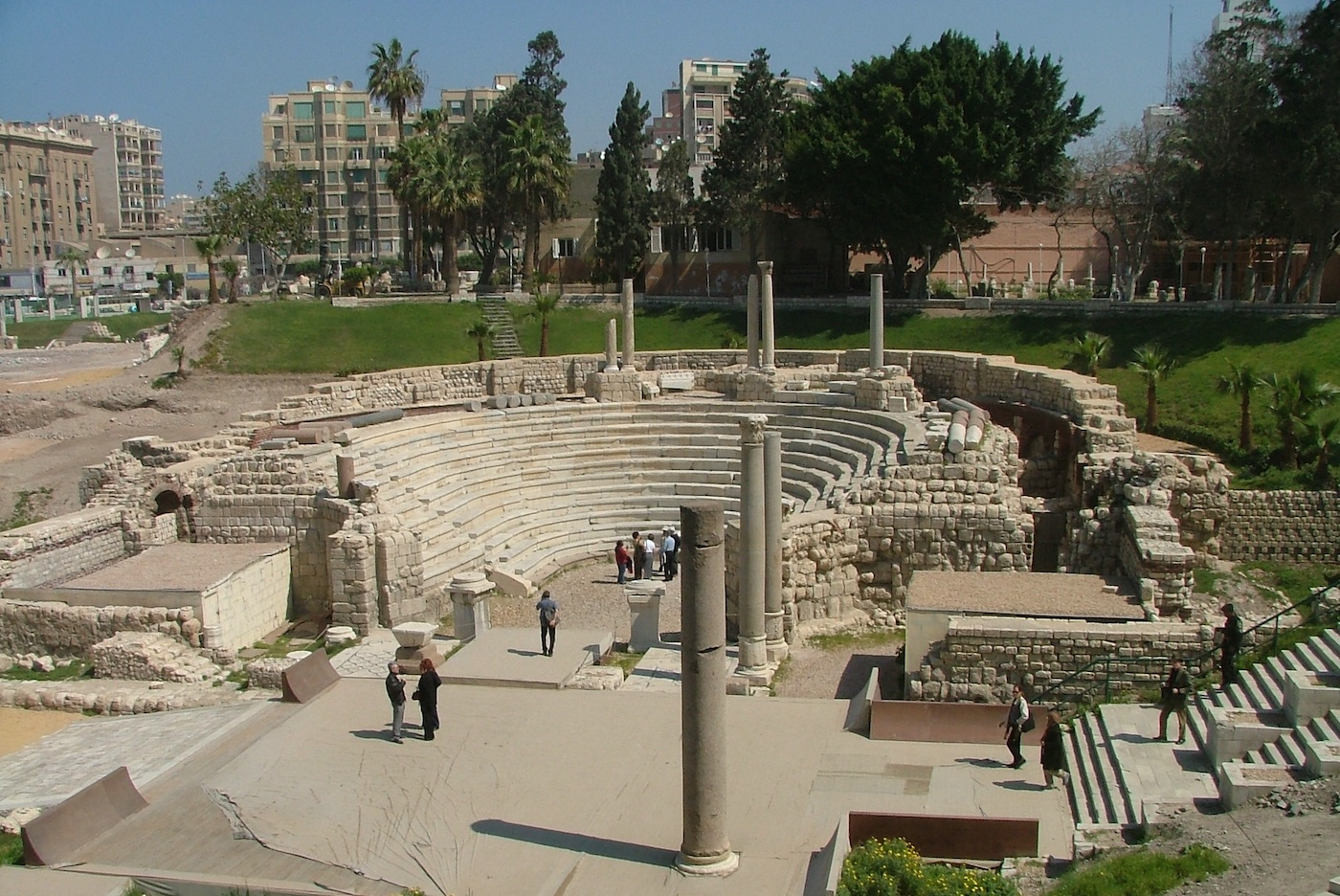
Le théâtre romain.

Le théâtre est un petit théâtre romain utilisé pour diverses formes de divertissement. Il fut construit au IVe siècle et s'étendit jusqu'au début du VIIe siècle, avec une rénovation vers 500. Son utilisation précoce peut avoir été pour les réunions de la mairie ainsi que le divertissement. Le graffiti sur les sièges du VIe siècle montre le soutien aux factions Bleu et Vert, des équipes populaires de chars, bien que le théâtre n'était pas assez grand pour les courses. Les formes exactes de divertissement dans le théâtre sont inconnues, mais il y a des preuves de spectacles musicaux et de luttes. Après la construction du complexe universitaire, le théâtre peut également avoir accueilli des activités académiques telles que des prières publiques et des discours rhétoriques. La construction du théâtre est un hémicycle élargi avec des sièges d'auditorium gardés. Les sièges sont faits de marbre recyclé à partir de structures anciennes. Les murs et le hall sont faits de calcaire. En haut, il y a une rangée de colonnes dépareillées, recyclées d'autres structures.

### Maisons
À l'époque romaine antique, du Ier au IIIe siècle, Kom el-Dikka était occupé par de grandes villas connues pour leurs sols en mosaïque. Dans la partie occidentale, trois villas ont été préservées. La destruction du IIIe siècle et le pillage systémique ont entraîné la perte de la majeure partie de la structure des bâtiments, mais les mosaïques du sol ont été préservées.
La période romaine — byzantin tardif du IVe au VIIe siècle — a connu de nombreuses reconstruction. Au lieu de grandes villas, Kom el-Dikka est dorénavant occupé par des maisons plus simples mais plus standardisées. La tendance des maisons ordinaires est contraire au fait que de nombreuses maisons étaient construites et utilisées dans des structures anciennes. Les murs anciens sont souvent utilisés comme bases pour les nouvelles constructions, mais si les maisons ne sont pas définies par d'anciennes fondations, elles présentent souvent des plans réguliers. Les boutiques à front de rue des maisons deviennent beaucoup plus courantes et des ateliers sont souvent établis dans les parties arrières des maisons. À mesure que la demande d'espace s'accroît, les bâtiments commencent à s'étendre dans la rue, ce qui a pour conséquence que les larges rues deviennent d'étroites ruelles.

#### Villa des Oiseaux

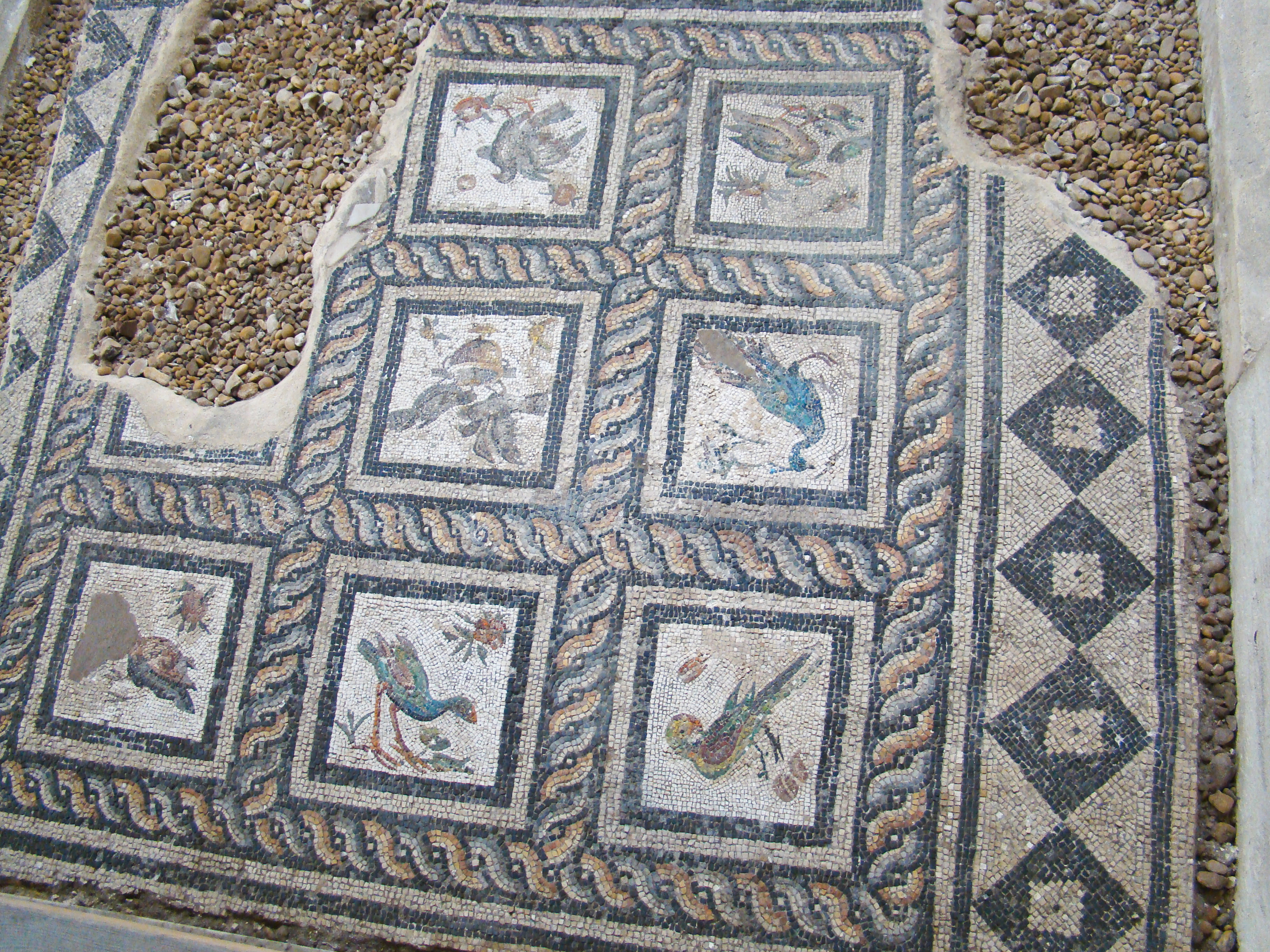
Mosaïque α-5 dans la Villa des Oiseaux.

La Villa des Oiseaux était une villa de la période romaine primitive. Elle est connue pour ses mosaïques bien conservées, qui sont les seules mosaïques que l'on puisse voir dans leur environnement d'origine à Alexandrie. La villa a probablement été construite au Ier siècle apr. J.-C. et a été détruite par un incendie à la fin du IIIe siècle. Bien qu'elle ait été pillée par la suite pour récupérer les matériaux et occupée pendant une longue période, les mosaïques ont survécu dans un état relativement bon. Quatre mosaïques, totalisant près de 110 pieds carrés (10,22 m2), ont été préservées, dont deux entièrement et les deux autres, partiellement. L'une d'elles, α-5, présente neuf oiseaux différents dans neuf cases distinctes et donne son nom à la villa. L'art des oiseaux est de style égyptien, mais il puise également son influence dans d'autres provinces occidentales et de Pergame.